# Conny Vandenbos
Jacoba Adriana (Conny) Hollestelle, vooral bekend als Conny Vandenbos (Den Haag, 16 januari 1937 – Amsterdam, 7 april 2002), was een Nederlandse zangeres. Zij zong een overwegend Nederlandstalig repertoire.

## Carrière

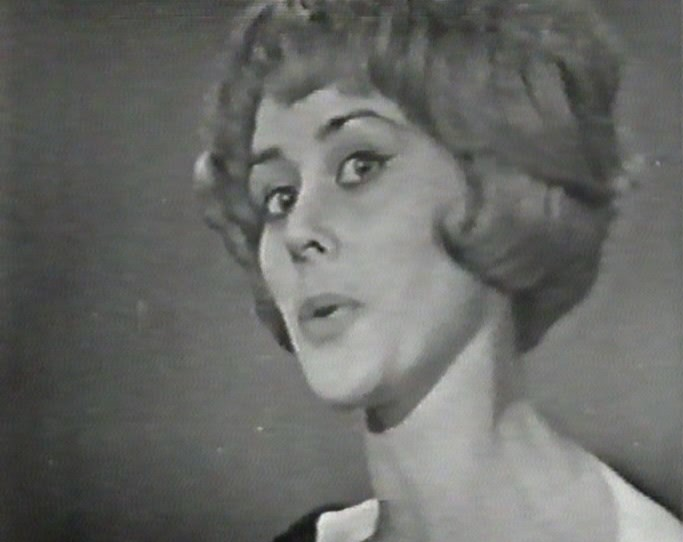
Conny Vandenbos bij haar deelname aan het Eurovisiesongfestival 1965

Conny Vandenbos begon haar carrière in het AVRO-kinderkoor en maakte haar solo-debuut in februari 1960 voor het KRO-radioprogramma Springplank, waarin ze Franse chansons zong. Twee van de liedjes die ze hier zong verschenen een jaar later op lp. Later trad ze op in Nieuwe Oogst, een radioprogramma van de AVRO.
Na haar optreden tijdens het Belgische Knokkefestival van 1961 kreeg ze een platencontract bij Phonogram Records. Ook trad ze op in de eerste aflevering van de Rudi Carrell-show. In 1962 deed ze mee aan de voorrondes van het Eurovisiesongfestival, waar ze met Zachtjes op de derde plaats eindigde. In 1961 verscheen ze in de VARA-show van Bruce Low. Eind 1964 kreeg ze een eigen televisieshow; Zeg maar Conny.
In 1965 vertegenwoordigde ze Nederland bij het Eurovisiesongfestival. Met het liedje 't Is genoeg werd ze elfde. Een jaar later was er de eerste hit: Ik ben gelukkig zonder jou. Inmiddels probeerde Conny's platenmaatschappij haar ook in het buitenland meer bekendheid te geven en men liet haar in het Engels en Duits zingen. Echt succes op internationaal niveau bleef echter uit. De in augustus 1968 uitgebrachte single Where are they now bereikte de 31e plaats in de Colorado Hit Parade, maar hier bleef het bij in de VS.
In 1974 stapte ze over van Phonogram naar platenmaatschappij Basart Records International. Korte tijd later bracht ze een album uit, Een vrouw van deze tijd. De eerste single die hierna volgde, Tjeukemeer, maakte nog niet veel los. Dat lukte daarentegen wel met Een roosje, m'n roosje, dat haar grootste hit in de jaren zeventig werd. Ook de singles Sjakie van de hoek en Drie zomers lang (van Van dichtbij) en Ome Arie (van Zo wil ik leven) werden hits. Veel van haar bekende liedjes waren covers van andere artiesten, die van Nederlandse teksten waren voorzien.
In 1977 ontving ze een Edison en een Gouden Harp van Conamus (de huidige Stichting Buma Cultuur) voor het album Zo wil ik leven.
Ze had in de jaren tachtig samen met Ted de Braak een theaterprogramma en trad op in de revue van André van Duin. Ook had ze een eigen tour de chant en was ze veelvuldig op televisie te zien. Verder speelde ze rollen in musicals als Boefje en Heimwee.
In 1979 werd ze in België verkozen tot Vrouw van het Jaar. In die tijd nam ze een album op met liedjes van Janis Ian, waaronder De andere kant van de maan (een cover van Ians The Other Side of the Sun). Samen met Ian nam ze ook het duet Don't leave tonight op. In 1989 had ze in Nederland een klein succesje met Stapelgek op jou met Wim Rijken. In 1993 kreeg ze goud voor haar album 14 Grootste Hits Van Conny Vandenbos.
In de jaren negentig presenteerde ze radioprogramma's bij onder meer Radio Noordzee (Nationaal) (Thee met Conny, elke werkdag tussen 14 en 16 uur), Omroep West en Radio M Utrecht. In 1998 mocht zij tijdens het Eurovisiesongfestival namens Nederland de punten doorgeven. In 2000 werd er een tegel van haar geplaatst in de Rotterdamse Walk of Fame.

## Persoonlijk leven
Conny Hollestelle was het oudste kind en tevens de enige dochter van kapper Johannes Antonius Hollestelle en zijn vrouw Petronella Werner. Ze was de zuster van de zanger Peter Hollestelle.
Conny ging reeds op elfjarige leeftijd naar de HBS. In dezelfde tijd volgde ze ballet-, zang- en spraaklessen.
In 1959 trouwde Conny met Wim van den Bos. Het paar kreeg een dochter. In 1965 liep het huwelijk op de klippen, maar omdat ze intussen bekend was onder de naam Conny van den Bos besloot ze die naam aan te houden. Wel werd de naam voortaan aan elkaar geschreven als Conny Vandenbos. Ze beschouwde dit nu als een artiestennaam, niet meer als de naam van haar ex-man. Haar tweede huwelijk was met Ger Faber, de bassist van het Leedy Trio. Uit dit huwelijk werd een zoon geboren.
Vandenbos overleed op zondag 7 april 2002 op 65-jarige leeftijd, twee weken nadat werd vastgesteld dat ze aan longkanker leed. Ze ligt begraven op Begraafplaats Rusthof in Leusden.

## Familie
De familie Hollestelle heeft meer muzikanten voortgebracht. Conny stamt af van Willem Hollestelle (1848-1895), die ook een voorvader is van David Hollestelle (1916-2001) en diens zonen Hans, Jan en David jr.

## Discografie

### Albums
| Album met eventuele hitnotering(en) in de Nederlandse Album Top 100 | Datum van verschijnen | Datum van binnenkomst | Hoogste positie | Aantal weken | Opmerkingen                  |
| ------------------------------------------------------------------- | --------------------- | --------------------- | --------------- | ------------ | ---------------------------- |
| Portret van Conny van den Bos                                       | 1966                  |                       |                 |              |                              |
| Vrouwen zijn vrouwen, zijn vrouwen...                               | 1968                  |                       |                 |              | 1e album als Conny Vandenbos |
| Een vrouw van deze tijd                                             |                       | 19 oktober 1974       | 11              | 13           |                              |
| Van dichtbij                                                        |                       | 13 september 1975     | 7               | 21           |                              |
| Zo wil ik leven                                                     |                       | 2 oktober 1976        | 9               | 15           |                              |
| Licht en schaduw                                                    |                       | 29 oktober 1977       | 21              | 10           |                              |
| Over liefde                                                         |                       | 14 april 1979         | 26              | 8            |                              |
| Conny Vandenbos zingt Janis Ian                                     |                       | 1980                  | 29              | 6            |                              |
| Net als iedereen                                                    |                       | 16 april 1983         | 37              | 4            |                              |
| De mooiste dag                                                      |                       | 16 mei 1987           | 47              | 9            |                              |

### Singles
| Single met eventuele hitnotering(en) in de Nederlandse Top 40 | Datum van verschijnen | Datum van binnenkomst | Hoogste positie | Aantal weken | Opmerkingen                                                                              |
| ------------------------------------------------------------- | --------------------- | --------------------- | --------------- | ------------ | ---------------------------------------------------------------------------------------- |
| Ik ben gelukkig zonder jou                                    |                       | 9 april 1966          | 9               | 11           | #11 in de Parool Top 20                                                                  |
| Vlag van mij                                                  | 1970                  |                       |                 |              |                                                                                          |
| Een roosje, m'n roosje                                        |                       | 26 oktober 1974       | 7               | 8            | #9 in de Nationale Hitparade / Cover van Daisy a Day (1973) door Jud Strunk              |
| Drie zomers lang                                              |                       | 6 september 1975      | 15              | 6            | #16 in de Nationale Hitparade /Melodie van Le vagabond (1975) door Claude François       |
| Sjakie van de hoek                                            |                       | 1 november 1975       | 7               | 7            | #8 in de Nationale Hitparade / Cover van Next-door neighbor's kid (1973) door Jud Strunk |
| Ome Arie                                                      |                       | 18 september 1976     | 11              | 7            | #16 in de Nationale Hitparade / Cover van Jacob Brown (1972) door Jud Strunk             |
| Weet je wat we doen                                           |                       | 3 december 1977       | 34              | 3            | #27 in de Nationale Hitparade                                                            |
| Hommage aan Édith Piaf                                        |                       | 17 juni 1978          | -               | -            | #50 in de Nationale Hitparade                                                            |
| Don't leave tonight                                           |                       | 25 oktober 1980       | 22              | 6            | met Janis Ian / #17 in de Nationale Hitparade                                            |
| Wat ben ik blij dat er liefde bestaat                         |                       | 2 mei 1987            | -               | -            | #67 in de Nationale Hitparade                                                            |
| Wie weet wat liefde is                                        |                       | 5 november 1988       | -               | -            | #45 in de Nationale Hitparade                                                            |
| Stapelgek op jou                                              |                       | 18 maart 1989         | -               | -            | #68 in de Nationale Hitparade                                                            |

### NPO Radio 2 Top 2000
| Nummers met noteringen in de NPO Radio 2 Top 2000 | '99  | '00  | '01  | '02  | '03  | '04  | '05  | '06  | '07  | '08  |
| ------------------------------------------------- | ---- | ---- | ---- | ---- | ---- | ---- | ---- | ---- | ---- | ---- |
| Een roosje mijn roosje                            | 1622 | 1688 | 1746 | -    | -    | 1362 | 1535 | 1888 | 1457 | 1736 |
| Ik ben gelukkig zonder jou                        | -    | -    | -    | -    | -    | -    | -    | -    | 1884 | -    |
| Paleis met gouden muren                           | 1746 | -    | -    | -    | -    | -    | 465  | -    | -    | -    |
| Sjakie van de hoek                                | 1636 | -    | 1362 | 1803 | 1725 | 1047 | 1291 | 1662 | 1532 | 1480 |

1. ↑  Een '-' betekent dat het nummer niet was genoteerd en een vetgedrukt getal geeft de hoogste notering van een nummer aan.
2. ↑  Deze tabel is bijgewerkt tot en met de laatste editie (2024).